# Magyarföld, Zala
Magyarföld  este un sat în districtul Lent, județul Zala, Ungaria, având o populație de 44 de locuitori (2011). 

## Demografie
Componența etnică a satului Magyarföld
     Maghiari (100%)
Componența confesională a satului Magyarföld
     Reformați (31,82%)
     Romano-catolici (18,18%)
     Necunoscută (50%)
Conform recensământului din 2011, satul Magyarföld avea 44 de locuitori. Din punct de vedere etnic, majoritatea locuitorilor (100,0%) erau maghiari. Nu există o religie majoritară, locuitorii fiind reformați (31,82%) și romano-catolici (18,18%). Pentru 50,0% din locuitori nu este cunoscută apartenența confesională.